# Csplit
csplit je unixový příkaz, který se používá k rozdělení souboru do dvou nebo více menších souborů.

## Použití
Syntaxe je tato: Vzory mohou být čísla řádků nebo regulární výrazy. Program vypíše části souboru od sebe oddělené vzory do souborů xx00, xx01, atd., a vypíše velikost každé části v bajtech na standardní výstup.
Volitelné parametry upravují chování programu různým způsobem. Například  mohou měnit výchozí prefix (xx) a počet číslic (2) v názvech výstupních souborů.

## Srovnání se split
Příkaz split také rozdělí soubor na části s tím rozdílem, že všechny části mají danou velikost (měřeno v řádcích nebo bajtech).